# Emma Laura
Emma Laura Gutiérrez, mais conhecida somente como Emma Laura (27 de julho de 1971,  Guadalajara, Jalisco) é uma atriz mexicana conhecida por protagonizar a novela Muchachitas em 1991 e por antagonizar Marisol em 1996, a qual foi a última produção do gênero que a participado.

## Biografia
Emma fez poucas telenovelas mas é muito lembrada pelo seu papel de Isabel Flores em Muchachitas, telenovela produzida pelo grande Emilio Larrosa em 1991 para a Televisa. Emma Laura protagonizou esse estrondoso sucesso ao lado de Kate del Castillo, Tiaré Scanda e Cecília Tijerina.
Em Marisol fez o papel de Rossana Valverde, sua primeira vilã. Protagonizando ao lado de Erika Buenfil, Eduardo Santamarina, Claudia Islas e Romina Castro.
Depois dessa telenovela ausentou-se da atuação.
Sua última aparição em televisão foi em um episódio dedicado à atriz Kate del Castillo, com quem trabalhou em 1991, no programa El show de Cristina em 2004, onde se reuniu com as outras protagonistas de Muchachitas.

## Filmografia
| Ano     | Telenovela           | Personagem      | Papel                 |
| ------- | -------------------- | --------------- | --------------------- |
| 1990    | Cuando Llega el Amor | Verônica        | Personagem Secundária |
| 1990-91 | Ángeles Blancos      | Gabriela        | Personagem Secundária |
| 1991-92 | Muchachitas          | Isabel Flores   | Protagonista          |
| 1996    | Marisol              | Rosana Valverde | Antagonista           |

## Ligações Externas
- Emma Laura. no IMDb.